# Oxytate guangxiensis
Oxytate guangxiensis là một loài nhện trong họ Thomisidae.
Loài này thuộc chi Oxytate. Oxytate guangxiensis được miêu tả năm 1999 bởi He & Hu.